# Fabryka Automatów Tokarskich we Wrocławiu
Fabryka Automatów Tokarskich we Wrocławiu SA – przedsiębiorstwo przemysłowe funkcjonujące we Wrocławiu, na terenie dawnych Zakładów Metalowych Gustawa Trelenberga (Trelenberg Gustav, Eisenwerk) oraz Zakładów Produkcji Maszyn Friedricha Heckmanna (Heckmann Friedrich, Maschinenfabrik), zlokalizowanych przy ul. Grabiszyńskiej 269-281, przy skrzyżowaniu z Klecińską.
Początkowo zakłady Trelenberga były niewielkim warsztatem ślusarskim założonym w 1869 przez Gustawa Trelenberga, w 1874 przekształconym w fabrykę ślusarstwa budowlanego; zakład ten mieścił się przy Grabiszyńskiej nr 15. W 1906 fabrykę przeniesiono do nowej siedziby (również przy Grabiszyńskiej) o powierzchni 90 tysięcy metrów kwadratowych. Produkowane tam były nie tylko stalowe konstrukcje na potrzeby budownictwa, ale również wagony kolejowe i tramwajowe, a także elektryczne lokomotywy przemysłowe. W szczytowym okresie działalności, w 1921 roku, zatrudnionych tu było od 600 do 700 pracowników, ale podczas światowego kryzysu gospodarczego przełomu lat 20. i 30. zakłady zostały unieruchomione na kilka lat. Wznowiły później działalność na pewien czas, ale nie odzyskały dawnej swej świetności; później na ich terenie funkcjonowały inne firmy (m.in. kontynuujące tradycje poprzedniczki Warsztaty Naprawcze Budowy Maszyn Carla Waldena, Carl Walden Maschinenbau Reparatur-Werk, przy Grabiszyńskiej 281).
Fabrykę Heckmanna założono w 1819 w Berlinie, a w 1851 utworzona została jej wrocławska filia przy ul. Małachowskiego, produkująca urządzenia dla browarnictwa i przemysłu cukrowniczego. W 1907 przeniesiono produkcję do nowo wzniesionych obiektów przy ul. Klecińskiej; fabryka w 1921 zatrudniała około 400 osób, ale tak jak zakłady Trelenberga w czasie wielkiego kryzysu została na pewien czas zamknięta. Kilka lat po wznowieniu produkcji zmieniono w 1939 nazwę na Heckmann u. Langen GmbH, vorm. Maschinenfabrik Heckmann (Heckmann i Langen sp. z o.o., d. Fabryka Maszyn Heckmanna).
Po zakończeniu II wojny światowej w niektórych z zachowanych budynków obu fabryk rozpoczęła w 1946 działalność Państwowa Fabryka Obrabiarek. W 1947 produkowała ona własne obrabiarki: piły ramowe, wiertarki i strugarki, a od 1953 wyłącznie tokarki. W 1975 zakład funkcjonował jako „Fabryka Automatów Tokarskich” i specjalizował się w produkcji tokarek automatycznych. Produkcja w tym okresie wyniosła łącznie około 55 tysięcy obrabiarek. W 1998 fabrykę sprywatyzowano, wchodzi w skład belgijskiej grupy HACO; kapitał zakładowy spółki wynosi ponad 9,9 miliona złotych.